# Корейко
Алекса́ндр Ива́нович Коре́йко — один из центральных персонажей романа Ильфа и Петрова «Золотой телёнок» и фильмов, созданных на его основе.

## Описание персонажа
Александр Иванович Корейко — подпольный миллионер, скопивший огромное состояние разнообразными жульническими операциями. Он вынужден скрывать своё богатство, так как воспользоваться им в СССР начала 1930-х годов не имеет никакой возможности.
К моменту встречи с Бендером Александр Корейко хранит в потёртом чемодане десять миллионов рублей в советской, а также в иностранной валюте и продолжает свои махинации. При этом он служит на ничтожной должности с мизерной зарплатой и боится потратить лишний рубль, чтобы не привлечь внимания к своей теневой деятельности. Корейко живёт лишь мечтой о том, что политическая ситуация в стране вдруг изменится и он сможет наконец выйти из подполья. Ради этого момента он усиленно бережёт здоровье: соблюдает диету и режим дня, не курит и не употребляет алкоголь, избегает волнений и занимается физкультурой.
Охота за миллионами Корейко — основная сюжетная линия романа. Остап Бендер, убедившись, что мелкий шантаж и психологический террор против Корейко бесполезны, предпринял широкомасштабное расследование деятельности своего «подзащитного». На счету Корейко оказалось множество преступлений: хищение поезда с продовольствием во время голода, спекуляция крадеными медикаментами во время эпидемии тифа, присвоение государственных кредитов через фирмы-однодневки. Корейко выкупает у Бендера своё досье за миллион рублей наличными, тут же его сжигает и после непродолжительного совместного путешествия по Азии скрывается где-то в глубинке, явно намереваясь продолжать свои тайные дела.
В романе угрюмый и алчный злодей Корейко — антипод жизнерадостного и, в общем, человечного «идейного борца за денежные знаки» Бендера. Фамилия Корейко стала именем нарицательным, в русскоязычной среде до сих пор так называют людей, скрывающих свои доходы.

## Прототип героя
По мнению литературоведов, прототипом Корейко мог быть известный в дореволюционной России делец Константин Михайлович Коровко, который накануне Первой мировой войны был осуждён за присвоение средств акционерных обществ, однако благополучно пережил Октябрьскую революцию 1917 года, успев побывать уполномоченным Наркомпроса на Восточном фронте. В 1920 году осуждён за хищения, но освободился досрочно, пересёк румынскую границу и исчез в 1923 году.

## Корейко в фильмах
| Фильм           | Исполнители роли   | Режиссёр       | Дата выхода |
| --------------- | ------------------ | -------------- | ----------- |
| Золотой телёнок | Евгений Евстигнеев | Михаил Швейцер | 1968        |
| Мечты идиота    | Андрей Смирнов     | Василий Пичул  | 1993        |
| Золотой телёнок | Алексей Девотченко | Ульяна Шилкина | 2006        |